# Rose Frank
Rose Frank, nata Rosaline Margaret Frank (Nelson, 21 dicembre 1864 – Nelson, 6 ottobre 1954) è stata una fotografa neozelandese, fu una delle prime fotografe professioniste della Nuova Zelanda.

## Biografia
Figlia del falegname Christopher Joseph (1831-1880) e di Emma Sophia Haslam McGee (1838-1896), fin dal 1871 venne educata alla scuola del convento cattolico di Nostra Signora delle Missioni dalle suore stesse. Per tutta la vita restò osservante e continuò a prestare la sua opera presso la chiesa.
Il suo contatto con la fotografia avvenne nel 1886 quando si impiegò come assistente nell'atelier dei fratelli William (1855-1924) e Fred (Frederick) Tyree (1867-1924), provenienti con i genitori ed un altro fratello, dal Surrey, Inghilterra. Lo studio era stato aperto nel 1878 da William mentre Fred si era pressoché dedicato alla fotografia panoramica ma vi restò solo per qualche anno in quanto già nel 1889 aprì una propria attività fotografica a Takaka nella Golden Bay e tre anni dopo, in seguito a matrimonio, si trasferì a Christchurch. Lo studio di William, come accadeva in quegli anni della fine del XIX secolo ed inizio del successivo, si specializzò nel ritratto e Rose dimostrava di avere una eccellente calligrafia e un buon talento.

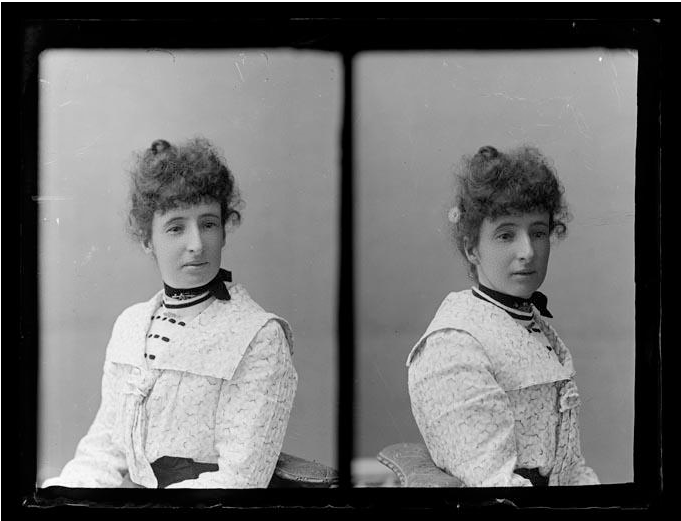
Ritratto di Edith Mary Young, futura assistente di Rose Frank, 1893, foto di William Tyree

Nel 1895 Tyree nominò Frank manager per procura dello studio mentre lui, dapprima, salpò verso Sydney per mostrare la sua collezione di immagini stereoscopiche, e in un secondo tempo, verso l'Inghilterra, in particolare, in quanto era interessato allo sviluppo di generatori di acetilene per l'illuminazione a gas, cioè quelle che poi saranno le lampade a carburo. Al suo rientro nel 1897 portò un fonografo, mostrò il giubileo di diamante della regina Vittoria e fondò un'azienda per la vendita di carburo, disinteressandosi progressivamente alla fotografia che lasciò nelle mani di Frank, finché nel 1910 si trasferì definitivamente a Sydney e nel 1914 vendette lo studio a Rose.
Il suo lavoro fu prolifico, tanto che assunse sei assistenti e le fu chiesto di fare molta promozione turistica. Mantenne il nome dello studio Tyree, ormai molto noto, fin quando non si ritirò nel 1947, vendendolo a C.M. Manson. Gradualmente però gli affari diminuirono e già nel 1912 l'enorme edificio costruito nel 1884 da William era stato venduto. Negli anni Trenta Frank trasferì il proprio studio in locali più piccoli. Per oltre 50 anni, Edith Mary Young fu la sua fedele assistente. Rose Frank non si sposò e non ebbe figli, visse per molti anni con la sorella maggiore, Josephine (1862-1944). Per ciò che attiene ai suoi archivi fotografici: nel 1948 vendette circa 1 100 negativi degli anni che vanno dal 1880 al 1890 alla Alexander Turnbull Library, mentre poco prima di morire donò circa 200 000 negativi, di cui moltissime lastre in vetro, alla Nelson Historical Society. Tutto questo materiale, assieme a quelli duplicati della Turnbull, conservati alla Nelson Provincial Museum, costituiscono una delle più grandi collezioni fotografiche della Nuova Zelanda. Queste fotografie comprendono sia quelle realizzate dai fratelli Tyree che di altri fotografi che lavorarono nello studio, compresa la stessa Frank che ebbe un ruolo non secondario.